# Cymothoe burgeoni
Cymothoe burgeoni är en fjärilsart som beskrevs av Frans G.Overlaet 1942. Cymothoe burgeoni ingår i släktet Cymothoe och familjen praktfjärilar. Inga underarter finns listade i Catalogue of Life.